# Anneliese Michel
Anna Elisabeth („Anneliese“) Michel (21. září 1952 Leiblfing – 1. července 1976 Klingenberg am Main) byla bavorská studentka z katolické rodiny, jež se v době mezi zářím 1975 a červencem 1976 podrobila „velkému exorcismu“.

## Údajná posedlost démony
V roce 1968 se u ní objevily první příznaky mimořádných záchvatových stavů. Bez zjevné příčiny ve škole upadla do bezvědomí a následující noci si v silných křečích prokousla jazyk. Později uváděla, že během tohoto záchvatu cítila cizí sílu, jakoby ji vtiskovala do postele.
Po dalším záchvatu v srpnu 1969 rodinný lékař navrhl neurologické vyšetření s podezřením na epilepsii, avšak veškeré testy včetně EEG skončily s negativním výsledkem a vyšetření bylo uzavřeno jako epileptické onemocnění typu grand mal, prodělaný záchvat byl označen za cerebrální křeče nočního typu. Dostala antiepileptika, kterými byla léčena až do své smrti.
Během ozdravného pobytu po zánětu plic a pohrudnice následujícího roku prodělala další záchvat bezvědomí. Následné neurologické vyšetření opět nepotvrdilo žádnou patologii. Během tohoto pobytu v Mittelbergu zažila první vize, způsobené spíše než halucinací zřejmě silnou imaginací, jejímž obsahem byla podle jejích slov „obrovská šklebící se tlama ďábla“ („riesige teuflische Fratze“). Tato vize se jí vracela a ona postupně propadala apatii a depresi.
Poslední z řady těžkých záchvatů prodělala v červnu 1972, avšak vyšetření bylo opět negativní. Postupně si stěžuje na protivný zápach, který nikdo jiný necítil, imaginativní vize se dostavují stále častěji. V tomto okamžiku Anneliese začíná hledat pomoc v modlitbě a duchovním životě. Při pouti na San Damiano v Itálii nebyla schopná podívat se na obraz Krista ani vstoupit do kaple, dokonce při pouti napadla ženu, která se o tuto kapli starala.
V této době se o její případ začíná zajímat Adolf Rodewyk, považovaný za specialistu na exorcismus a posedlost, který do jejího života nechce zasahovat, avšak zároveň vyjadřuje přesvědčení, že se v jejím případě skutečně o posedlost jedná. V téže době se s ní seznámil kněz Ernst Alt, který se s ní začal pravidelně modlit. Poté, co na jeho doporučení Anneliese prodělala další neurologické vyšetření (opět s negativním výsledkem), požádal Alt würzburského biskupa Josefa Stangla, aby mohl provést exorcismus podle pravidel Rituale Romanum. Za podpory Rodewyka nakonec i přes biskupovo váhání pověřil biskup v září 1975 salvatoriána Arnolda Renze provedením tzv. „velkého exorcismu“.
Mezitím se její stav výrazně zhoršil. Dočasně ochrnula, prodělala řadu křečových záchvatů, během nichž propadala zuřivosti a napadala okolní osoby a věci. Téměř přestala spát, trpěla záchvaty hyperaktivity, během nichž se vrhala do vzduchu i na zem, ubližovala si a po dobu několika hodin mohla neartikulovaně řvát a volat jméno Ježíš s prosbou o pomoc. Stěžovala si na návaly horka, přičemž ze sebe strhávala šaty nebo se obličejem smáčela v záchodové míse.

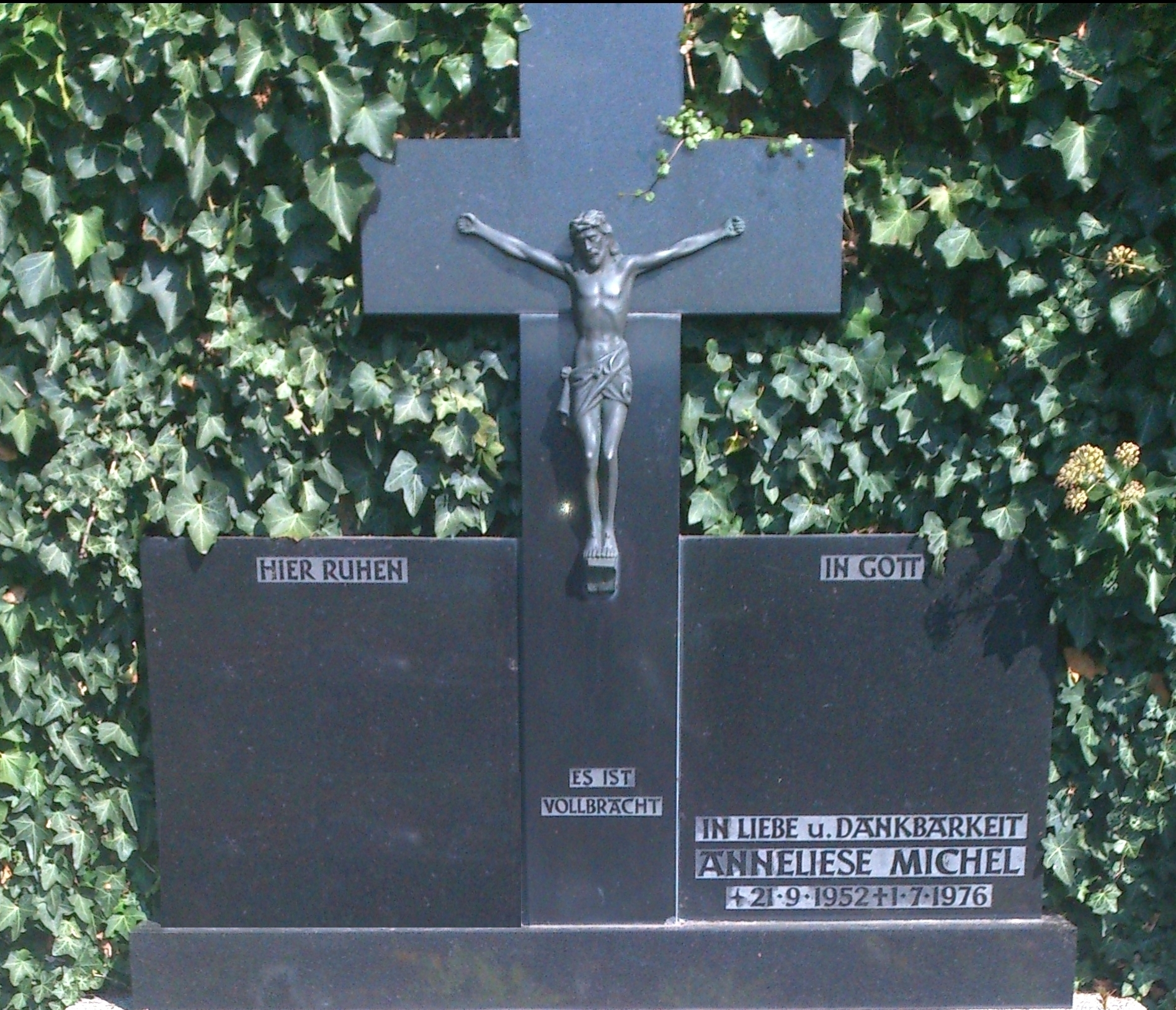
Zbylá jména na náhrobku jsou retušována

První exorcismus, který společně prováděli Ernst Alt a salvatorián Arnold Renz, se konal 24. září 1975 a po něm následovalo několik dalších „sezení“. Exorcisté během exorcismu údajně hovořili se šesti domnělými démony, kteří se měli označovat jako Kain, Nero, Jidáš, Lucifer, Hitler a jeden francký farář. Subjektivně se Anneliesin stav začal zlepšovat, v říjnu se u ní dostavily pozitivní vize a přestala upadat do transu. V únoru 1976 vize přestaly úplně. Fyzický stav se však i nadále zhoršoval, Anneliese ztrácela na váze, nepřijímala potravu, odmítala lékaře a zemřela 1. července 1976.
Anneliese měla před skonáním zjevení svaté Panny Marie. Byla věřící křesťankou. „Stalo se ti to, aby svět viděl, že duchovní svět existuje.“ Takovými slovy promluvila Matka Boží.
Podle pitvy zemřela v důsledku podvýživy a dehydratace. Kritici případu tvrdí, že podvýživa byla způsobena postem během exorcismu, což však není možné kvůli délce tohoto exorcismu. Anneliese odmítala potravu systematicky a dlouhodobě bez ohledu na probíhající exorcismus.
Rodiče dívky a oba exorcisté byli o dva roky později odsouzeni k podmíněnému trestu odnětí svobody na tři roky. Soudní znalec z oblasti medicíny označil za vážné pochybení, že v závěru svého života nebyla Anneliese Michel zklidněna silnějšími léky a že nebyla i proti své vůli vyživována uměle a nepodstoupila elektrošoky.
Později církevní komise prohlásila, že dívka posedlá ďáblem vůbec nebyla a že se exorcisté zmýlili v diagnóze.[zdroj?] Přesto se u jejího hrobu scházeli poutníci a požadovali její blahoslavení. Tvrdili, že se její tělo nerozkládá, a tak byla 25. února 1978 exhumována. Tělo jevilo běžné známky rozkladu.

## Filmové zpracování
Počátkem prosince 2005 se do české distribuce dostal film režiséra Scotta Derricksona, jehož název byl změněn během natáčení z The Exorcism of Anneliese Michel na The Exorcism of Emily Rose. V České republice je ovšem promítán pod názvem V moci ďábla.
Děj je zde přenesen do Spojených států. Advokátka (Laura Linneyová) exorcisty (Tom Wilkinson) během procesu opět dospěje k víře v Boha. Vychází z konzervativního katolického pohledu, kritického i k tehdejší církvi, v níž byl ještě silný odkaz druhého vatikánského koncilu.
Roku 2006 vzniklo v Německu další filmové zpracování pod názvem Requiem. Film získal prestižní ocenění kritiků FIPRESCI, bylo mu uděleno 5 národních cen German Film Award a mnoho dalších ocenění.
Mladá herečka Sandra Hüller byla za svůj výkon v hlavní roli mimo jiné oceněna cenou Zlatý medvěd.